# Simon-Kucher & Partners
Simon-Kucher & Partners est un cabinet de conseil en stratégie spécialisé en stratégies de croissance, marketing, pricing et ventes avec un chiffre d'affaires total de 535 millions d'euros, en 2022. Créé en 1985, il compte aujourd'hui 2000 employés dans 45 bureaux et 30 pays,. Mark Billige et Andreas von der Gathen sont les co-CEO de la société depuis le 1er janvier 2020, prenant la suite de Georg Tacke.

## L'entreprise

### Histoire
Simon-Kucher & Partners a été fondé en Allemagne en 1985 par Hermann Simon, un ancien professeur et chercheur en marketing et pricing de l'université de Bielefield et de l'université de Mayence. Il s'associe à l'origine avec deux de ses élèves doctorants : Eckhard Kucher et Sebastian Karl-Heinz. Simon-Kucher & Partners est originellement réputé pour son expertise en pricing dont Hermann est un spécialiste reconnu. Le fondateur du cabinet tire aussi sa renommée de la théorisation du concept de champion caché qui désigne des entreprises de taille moyenne, leader de leur marché à la fois discrètes, innovantes et performantes. En 2009, Hermann Simon se retire de la présidence du groupe au profit de Georg Tacke. Il s'agit d'un des principaux cabinets de conseil d'origine allemande, ayant réussi à faire sa place dans un milieu dominé par les anglo-saxons, à l'instar de Roland Berger.

### Structure et gouvernance
Simon-Kucher est détenu par 160 associés, qui, en tant qu'actionnaires uniques sont responsables du succès et de la croissance future de l'entreprise. L'entreprise est dirigée par le conseil d'administration, qui se compose de neuf associés de différents pays et bureaux. Mark Billige et Andreas von der Gathen sont les co-CEO de la société depuis le 1er janvier 2020.

## Publications

### Livres
- Les Secrets du Pricing - Sciences et Pratiques par Hermann Simon, traduit par Stéphan Guinchard, publié chez Broché, 2019
- Monetizing innovation par Georg Tacke et Madhavan Ramanujam publié chez Wiley, 2016
- Hidden Champions: Lessons from 500 of the World's Best Unknown Companies par Hermann Simon, 1999
- Confessions of the Pricing Man par Hermann Simon et publié chez Axel Springer, 2015
- Psychologie des prix: le pricing comportemental par Florent Jacquet et Enrico Trevisan, publié chez de Boeck, 2015
- La stratégie prix, levier indispensable pour augmenter votre rentabilité par Hermann Simon, Florent jacquet et Franck Brault, publié chez DUNOD, 2011

### Recherches
De nombreuses recherches sont régulièrement publiées par Simon-Kucher & Partners:
- Digitalization in the Heavy Equipment Industry, 2018
- Surviving and Thriving in the Brexit Era, 2018
- Monetizing Innovations in the Pharma and Biotech Industry, 2018
- Global banking assessment, 2018
- Where Will Customers Buy Groceries in the Future?, 2018
- Simon-Kucher & Partners Omnichannel Study, 2018
- Profitability Management - The Key Element to Monetize Clients, 2017
- Digitalization - the great Disappointment in the insurance industry, 2017